# Tuscarawas (rivière)
Pour les articles homonymes, voir Tuscarawas.
La rivière Tuscarawas est une rivière affluente de la rivière Muskingum. Elle a 209 km de long, dans le nord-est de l'Ohio aux États-Unis. Via le Muskingum et la rivière Ohio, il fait partie du bassin versant du Mississippi, qui draine une zone de 2 590 km2 sur parties englacées et les parties non glaciaires du plateau d'Allegheny.